# Renaud VI de Château-Gontier
 (septembre 2013).
Si vous disposez d'ouvrages ou d'articles de référence ou si vous connaissez des sites web de qualité traitant du thème abordé ici, merci de compléter l'article en donnant les références utiles à sa vérifiabilité et en les liant à la section « Notes et références ».
Renaud VI de Château-Gontier, seigneur de Château-Gontier en Anjou. 

## Biographie
Renaud et Alard IV de Château-Gontier, seigneurs de Château-Gontier, Rainaldus et Alardus, domini de  astrogunterii, dont le jeune âge sans doute a laissé vacantes les années de 1195 à 1206, sont à cette dernière date, peut-être celle de leur majorité, désignés tous deux et ensemble comme titulaires de la baronnie. 
Cette communauté dans le titre fait supposer qu'une maladie de Renaud, qui était l'aîné, le vouait à une mort prochaine. Ils donnent, en 1206, un règlement, d'accord avec les bourgeois de la ville, avec les aumôniers de la maison Saint-Julien, pour le gouvernement de cet établissement : les moines de Saint-Nicolas, pour constater leurs droits de patronage, pouvaient célébrer l'office quand ils venaient dans la chapelle et avaient les aumônes ; les aumôniers n'enterraient que les frères et ne recevaient point d'associés sans l'avis des prêtres. L'abbé Joulain permit de reconstruire l'aumônerie avec une chapelle n'ayant qu'une cloche, mais exigea que le chapelain vînt lui prêter serment. Le seigneur de Château-Gontier fit ratifier cet arrangement par les arbitres d'Innocent III.
Dès avant la fin de cette même année 1206, Renaud fut inhumé à Bellebranche.